# 國史院
國史院，简称“史院”。宋朝以后中央官修史书编修机构之一，编修当代历史的政府机构，至近現代多改稱國史館，如清朝國史館、中華民國國史館等。
北宋初年承唐制置史馆，掌修日历及保藏图籍之事。编修国史、实录之任，则归于门下省的编修院，事毕即罢。宋太宗雍熙四年（987年）修《太祖纪》，始于史馆置修史院。宋仁宗天圣九年（1031年）改称编修院，置局于崇文院之外。宋神宗元丰改制后，每修前朝国史则置。宋哲宗元祐五年（1090年）置國史院，隶门下省。绍圣二年（1095年）改隶秘书省。南宋时，每次设置即以宰相提举。其属官有修撰、同修撰、检讨、编修等，都以他官兼充。
辽朝南面官有国史院，设监修国史、史馆学士、史馆修撰、修国史等职。金朝设國史院，属官有监修国史，掌监修国史事；修国史，掌修国史，判院事；同修国史二员；编修官，正八品，女直（真）汉人各四员，及查阅官等。元朝设置翰林兼国史院，正二品。至元元年（1264年）始置，至元二十年（1283年）与集贤院合并，称翰林国史集贤院，至元二十二年（1285年）又分开。有编修官十员，正八品。